# Regla de tres

Regla de tres

La regla de tres és una forma de resolució de problemes de  proporcionalitat entre tres o més valors coneguts i una incògnita. S'hi estableix una relació de linealitat (proporcionalitat) entre els valors involucrats.
La regla de tres més coneguda és la regla de tres simple directa, si bé resulta molt pràctic conèixer la regla de tres simple inversa i la regla de tres composta, ja que són de fàcil maneig i poden utilitzar-se per a la resolució de problemes quotidians de manera efectiva.

## Regla de tres simple directa
Imaginem que se'ns planteja el següent:
- Problema a resoldre: si necessito 3,5 litres de pintura per a pintar 2 habitacions, quants litres necessito per a pintar 7 habitacions ?

Aquest problema sol interpretar de la següent manera:
- 2 habitacions són a 3,5 litres com 7 habitacions són a Y litres.

La solució és una "regla de tres simple directa": només cal multiplicar 7 per 3,5 i el resultat de dividir entre 2. Necessitaré, per tant, 12,25 litres de pintura. De manera formal, la regla de tres simple directa enuncia el problema de la següent manera:
- A és B com X és Y

això ho podem representar així:
{\displaystyle {\begin{matrix}A&\longrightarrow &B\\X&\longrightarrow &Y\end{matrix}}}
on A és 2, B és 3,5, X és 7 i Y és el terme desconegut. Per a resoldre totes les regles de tres simples directes n'hi ha prou amb recordar la fórmula següent:
{\displaystyle Y={\frac {B\cdot X}{A}}}

## Regla de tres simple inversa
A la regla de tres simple directa, quan el tercer terme (X) creix, també creix el terme que intentem esbrinar (Y), i viceversa. En l'exemple anterior, quan el nombre d'habitacions augmenta, és obvi que necessitarem més pintura, i quan el nombre d'habitacions és menor, necessitarem menys pintura. És el que s'anomena una relació directament proporcional. Tanmateix la vida quotidiana pot oferir situacions en les quals la relació sigui inversament proporcional, és a dir, si augmenta X, aleshores Y disminueix, i viceversa. Vegem el següent exemple:
- Problema a resoldre: si 8 treballadors construeixen un mur a 10 hores, quant tardaran 5 obrers a aixecar el mateix mur ?

Si s'observa amb atenció el sentit de l'enunciat, resulta evident que com menys obrers treballin, més hores necessitaran per a aixecar el mateix mur (suposant que tots treballen a la mateixa velocitat). Tenim per tant una relació de proporcionalitat inversa, i haurem d'aplicar una regla de tres simple inversa. La seva resolució en aquest cas es planteja inicialment de la mateixa forma, però es resol de manera diferent. Igual que abans, tenim:
- 8 treballadors són a 10 hores, com 5 treballadors són a Y hores.

La solució passa per multiplicar 8 per 10, i el resultat de dividir per 5. Necessitaran, per tant, 16 hores (noti's que si fos una regla de tres directa haguéssim operat multiplicant 5 per 10 i dividint el resultat per 8, el que ens donaria un resultat equivocat).
Formalitzat, com abans:
- A és B com X és Y

això ho podem representar així:
{\displaystyle {\begin{matrix}A&\longrightarrow &B\\X&\longrightarrow &Y\end{matrix}}}
La solució formalitzada n'és la següent (noteu-hi el canvi d'ordre dels valors):
{\displaystyle Y={\frac {B\cdot A}{X}}}
És important d'examinar amb atenció l'enunciat per a descobrir si es tracta d'una proporció directa o inversa.

## Regla de tres composta
A vegades el problema plantejat involucra més de tres quantitats conegudes, a més de la desconeguda. Observem el següent exemple:
- Problema a resoldre: Si 12 treballadors construint un mur de 100 metres en 15 hores, quants treballadors es necessitaran per aixecar un mur de 75 metres a 26 hores ?

En el problema plantejat apareixen dues relacions de proporcionalitat al mateix temps. A més, per completar l'exemple, s'ha inclòs una relació inversa i una altra directa. En efecte, si un mur de 100 metres ho construeixen 12 treballadors, és evident que per construir un mur de 75 metres es necessitaran menys treballadors. Com més petit és el mur, menys nombre d'obrers precisem: es tracta d'una relació de proporcionalitat directa. D'altra banda, si disposem de 15 hores perquè treballin 12 obrers, és evident de disposant de 26 hores necessitarem menys obrers. En augmentar una quantitat, disminueix l'altra: es tracta d'una relació de proporcionalitat inversa.
El problema s'enunciaria així:
- 100 metres són a 15 hores i 12 treballadors com 75 metres són a 26 hores i Y treballadors.

La solució al problema és multiplicar 12 per 75 i per 15, i el resultat de dividir entre el producte de 100 per 26. Per tant, 13500 entre 2600 resulta 5,19 (el que per arrodoniment resulten ser 5 treballadors).
Formalment el problema es planteja així:
{\displaystyle {\begin{matrix}A&\longrightarrow &B\longrightarrow &C\\X&\longrightarrow &Z\longrightarrow &Y\end{matrix}}}
- La resolució implica plantejar cada regla de tres simple per separat. D'una banda, la primera:

{\displaystyle {\begin{matrix}A&\longrightarrow &C\\X&\longrightarrow &Y\end{matrix}}} ...que, recordem, és directa, i es resol així: {\displaystyle {\frac {X\cdot C}{A}}}
- A continuació plantegem la segona:

{\displaystyle {\begin{matrix}B&\longrightarrow &C\\Z&\longrightarrow &Y\end{matrix}}} ...que, recordem, és inversa, i es resol així: {\displaystyle {\frac {B\cdot C}{Z}}}
- A continuació unim ambdues operacions en una sola, tenint cura de no repetir cap terme (és a dir, afegint el terme C una sola vegada):

{\displaystyle {\frac {X\cdot B\cdot C}{A\cdot Z}}}
el que ens dona la solució buscada.
El problema es pot plantejar amb tots els termes que es vulgui, siguin totes les relacions directes, totes inverses o barrejades, com en el cas anterior. Cada regla hauria de plantejar-se amb molta cura, tenint en compte si és inversa o directa, i tenint en compte (això és molt important) no repetir cap terme a l'unir cada una de les relacions simples.

## Camp d'aplicació
Com s'ha comentat, la regla de tres és un mecanisme senzill i extremadament útil que només es pot establir quan existeix una relació de linealitat entre els valors que poden prendre les variables que hi intervenen. No obstant això no sempre és fàcil esbrinar si existeix aquesta relació, de manera que cal utilitzar per a això el sentit comú i l'experiència.

## Demostració
La regla de tres es fonamenta en una relació de proporcionalitat. Una quantitat és a una altra, com una tercera ho és a una quarta. Com ja s'ha comentat, la regla de tres estableix una relació de  proporcionalitat, per la qual cosa ràpidament s'observa que:
{\displaystyle {\frac {B}{A}}={\frac {Y}{X}}=k}
On k és la constant de proporcionalitat, aclarint s'obté que:
{\displaystyle Y={\frac {B\cdot X}{A}}}
És fàcil veure que si X = 0 llavors Y = 0.

## Exemples
- Per passar 60  graus a  radiants podríem establir la següent regla de tres:

Ubiquem la incògnita en la primera posició:
{\displaystyle {\begin{matrix}180^{o}&\longrightarrow &\pi \\60^{o}&\longrightarrow &X\end{matrix}}}
Això formalitza la pregunta "Quants radiants hi ha a 60 graus, atès que π radians són 180 graus?". Així hem de:
{\displaystyle X={\frac {\pi \cdot 60^{o}}{180^{o}}}={\frac {\pi }{3}}}
On π és el Nombre π.
Una tècnica útil per recordar com trobar la solució d'una regla de tres és la següent: X és igual al producte dels termes creuats (π i 60, en aquest cas) dividit pel terme que està davant X.
- Calcular quants minuts hi ha en 7 hores. Sabem que hi ha 60 minuts en 1 hora, per la qual cosa escrivim:

{\displaystyle {\begin{matrix}1\;hora&\longrightarrow &60\;minuts\\7\;hores&\longrightarrow &X\;minuts\end{matrix}}}
El resultat és:
{\displaystyle X={\frac {60\cdot 7}{1}}=420\;minuts}